# Anno Lauten
Anno Lauten (* 4. Dezember 1967 in Wipperfürth) ist ein deutscher Sänger, Stimmtrainer, Autor und Vortragsredner.

## Leben
Nach seiner Ausbildung zum Kunstglaser in der väterlichen Werkstätte absolvierte er ein Gesangsstudium in Arnhem und Köln, welches er mit Diplom abschloss. 2005 gründete er die Stimm-Werkstatt in Köln mit einem Bildungsangebot für die Stimme in Kunst und Alltag. Er definierte die Micro-Pause als Pause in der mündlichen Kommunikation und entwickelte das Micro-Pause Training (MPT) für Stimme und Gesundheit, welches bisher in drei Studien der Hochschule von Arnhem und Nijmegen (HAN) evaluiert wurde.
Anno Lauten ist einer der zwei Söhne von Fritz H. Lauten, er ist verheiratet und Vater von vier Kindern und lebt mit seiner zweiten Ehefrau und fünf Kindern in Köln.

## Lehrtätigkeit
Lauten unterrichtete an privaten Instituten sowie an der Volkshochschule Köln. Er übt einen Lehrauftrag an der Technischen Hochschule Mittelhessen aus und ist Dozent der Akademie für Management-Kommunikation und Redenschreiben (AMAKOR) in Bonn.

## Werke
- Stimmtraining-live, Haufe 2006, inkl. Audio-CD, ISBN 978-3-448-07279-2
- 30 Minuten – Die wirkungsvolle Stimme, GABAL, 3. Aufl. 2012, ISBN 978-3-86936-412-4
- Die wirkungsvolle Stimme, Audio-CD, GABAL, ISBN 978-3-86936-098-0
- Expresspaket Stimmbildung, HERAGON 2012, ISBN 978-3-941574-81-6
- Viele Grüße vom TonFilmTrio, TMK 1998
- "Die Polnischen Balladen" von Carl Loewe nach Gedichten von Adam Mickiewicz (mit dem Pianisten Bartosz Dudek), Audio-CD (ersch. 2000), TMK 015 323
- Fröhliche Weihnacht daheim, Voices (TMK)